# Abraham Horodisch
Abraham Horodisch (Łódź, Polen, 3 februari 1898 – Amstelveen 7 november 1987) was antiquaar, boekhandelaar, publicist en uitgever in Amsterdam van 1934 tot aan zijn overlijden in 1987.
Horodisch werd geboren als zoon van een bankier. In 1905 week het gezin uit naar het toenmalige Koningsbergen (nu Kaliningrad) waar Abraham het gymnasium bezocht, in 1914 verhuisde het gezin naar Berlijn.
Na zijn studie in Frankfurt begon Horodisch in 1920 samen met Ernst Rathenau de bibliofiele uitgeverij Euphorion. Zij gaven circa vijftig boeken uit. Na een ruzie met zijn partner werd de samenwerking in 1924 verbroken, en Horodisch begon de uitgeverij Horodisch und Marx. In de periode tot 1933 was hij nog medeoprichter van het genootschap Soncino-Gesellschaft der Freunde des jüdischen Buches. Daar werden ruim honderd publicaties uitgegeven.
In Berlijn leerde hij ook zijn latere vrouw Alice Garnmann kennen, een illustratrice en grafisch vormgeefster met wie hij in februari 1934 zou trouwen. Nadat Hitler aan de macht was gekomen in 1933 kwam een einde aan deze periode, waarin hij al grote bekendheid had verworven als uitgever, drukker en publicist. Horodisch besloot te emigreren naar Nederland.
Hij huurde op 1 januari 1934 een winkelpand aan de Spuistraat 314 in Amsterdam en begon daar het antiquariaat Erasmus. Om rond te komen werkte zijn vrouw als illustratrice en vormgeefster. In 1935 kon hij naar een betere locatie verhuizen aan het Spui. Op dit adres zou de winkel tot 1991 blijven.
Daar zij het gevaar liepen gearresteerd te worden besloten de Horodischs in juli 1942 te vluchten naar Zwitserland. Daar overleefden zij de oorlogstijd. Bij terugkomst in Amsterdam bleek de zaak leeggeplunderd te zijn. Naast het antiquariaat werd ook de algemene boekhandel onder leiding van Horst Garnmann verder uitgebouwd. Garnmann nam het besluit de moderne afdeling van Erasmus om te bouwen tot een gespecialiseerde afdeling voor kunstboeken.
De persoonlijke belangstelling van Horodisch voor boekgeschiedenis zorgde voor een tweede specialisatie. Zowel oude als nieuwe boeken op dit gebied werden aangeboden en bijna veertig jaar was Erasmus de enige boekhandel in Nederland die alles op dit gebied kon leveren. Ook vanuit het buitenland kwam steeds meer vraag naar boeken op beide vakgebieden. Ook de levering aan buitenlandse bibliotheken nam steeds grotere vormen aan. Vanaf 1991 is Erasmus nog uitsluitend actief als bibliotheekleverancier.
Abraham Horodisch was ook een groot verzamelaar. Op meerdere gebieden heeft hij belangrijke verzamelingen opgebouwd. Zijn unieke verzameling van 8000 boeken over boeken is ondergebracht bij de Sourasky Central Library (Tel Aviv University). De universiteit heeft als dank een leerstoel ingesteld, de Abraham Horodisch Chair of Book History. Zijn kunstverzameling, vooral Duitse expressionisten ging naar het Tel Aviv Museum of Art. Horodisch heeft op basis van zijn specialistische kennis talrijke artikelen en boeken geschreven. In 1978 werd Horodisch, op grond van zijn culturele verdiensten, onderscheiden met de Zilveren Anjer. Bij het 50-jarig bestaan van Erasmus verscheen een herdenkingsbundel, De Arte et Libris (Over Kunst en Boeken) Festschrift Erasmus 1934-1984. Bekende en bevriende mensen uit binnen- en buitenland leverden bijdragen voor deze bundel.
In januari 1985 ontving Horodisch een eredoctoraat van de Universiteit van Amsterdam, wegens "de constante stroom van hoogstaande en gewaardeerde wetenschappelijke studies" die hij op boekhistorisch en bibliografisch gebied had gepubliceerd. In november 1987 overleed Abraham Horodisch, 89 jaar oud. Omdat het moeilijk was een opvolger te vinden werd besloten het antiquariaat op te heffen. Reeds in 1984 werd gezocht naar een opvolger om het bedrijf voort te zetten. Horodisch was toen al 86 en Garnmann was ook al boven de zestig. De keuze viel op Kurt Tschenett uit Greifswald.
Het bedrijf van Horodisch, werd omgezet in een besloten vennootschap. De nieuwe directie moderniseerde de bedrijfsvoering en in 1986 verhuisde Erasmus naar de Nieuwe Herengracht in Amsterdam. Op dit moment zijn 40 mensen werkzaam in het bedrijf, onder wie bibliothecarissen en gespecialiseerde boekhandelaren. Er worden circa twaalfduizend bestellingen per maand uitgevoerd en deze leveringen vinden vooral plaats aan universiteitsbibliotheken, wetenschappelijke instituten en musea. In 2009 is het 75-jarig bestaan gevierd van de Erasmus Boekhandel als zelfstandige onderneming.
Ter gelegenheid hiervan verscheen een mooi vormgegeven, geïllustreerde uitgave, getiteld 75 Jaar Erasmus Boekhandel Amsterdam Parijs, geschreven door Sytse van der Veen.

## Beknopte bibliografie
- Alfred Kubin als Buchillustrator, 1949
- Alfred Kubin Taschenbibliograph, 1962
- Amor librorum, 1958
- Buchwesen und Bibliophilie in der modernen Amerikanischen Karikatur
- Das Büch in der alten Büchgraphik, 1946
- Das moderne holländische Holzschnitt Exlibris
- Über Bücher kleinsten Formats, 1978
- De legende van Rabbi Elia den eenvoudige, 1960
- Die Exlibris des Uriel Birnbaum, 1957
- Die Offizien von Abraham Gemperlin, dem ersten Drucker von Freiburg (Schweiz), 1945
- Die Schrift im schönen Buch unserer Zeit
- Initials from French incunabula
- Initialschmuck französischer Frühdrucke
- Legende von Rabbi Elia dem Einfaeltigen, 1934
- Miniatur Exlibris
- Moderne miniatuurkunst van Alice Horodisch-Garman
- Oscar Wilde's Ballad of Reading Gaol, 1954
- Pablo Picasso als Buchkünstler, 1957
- The book and the printing press in printer's marks of the fifteenth and sixteenth centuries, 1977